# Ahmed de la Horde d'or
Ahmed de la Horde d'or - nommé également Akhmat Khan - est un khan de la Horde d'or de 1465 à 1481.

## Biographie
Fils de Kutjukh Mohammed Khan, il succède à son frère Mahmud Khan à la tête de la Grande Horde.
En 1476, il attaque le Khanat de Crimée et le soumet. Il nomme comme gouverneur un de ses protégés Djanibeg pendant que Mengli Giray se réfugie à Constantinople. Deux ans plus tard des troupes ottomanes rétablissent Mengli Giray comme vassal de la Sublime Porte. 
En cette même année 1476, le Grand-prince de Moscou Ivan III de Russie avait refusé de payer le tribut au khan de la Horde d'or. Ce dernier décida de punir les Russes, il rassembla une grande armée et partit en campagne.
En octobre 1480, il arriva au bord de l'Oka, au confluent de la rivière Ougra. Les Tatars décidèrent de ne pas traverser la rivière. Sur la rive opposée se tenait l'armée d'Ivan III. Les Russes décidèrent également de ne pas attaquer Ahmed Khan. Les deux armées restèrent ainsi l'une en face de l'autre séparées par les eaux de l'Ougra jusqu'à l'automne. Le 11 novembre 1480, l'armée tatare qui éprouvait des difficultés de ravitaillement et souffrait du froid quitta son campement de la rive de l'Ougra sans combattre. Cet événement reçut le nom de « Grande halte sur la rivière Ougra ». Il marqua la fin du joug des tataro-mongols sur la principauté de Moscou.
Le 6 janvier 1481, l'armée d'Ahmed Khan fut vaincue et lui-même tué lors d'une rencontre sur les bords de la rivière Donets avec Ibak Khan de Sibir, en Sibérie occidentale.
Les trois fils d'Ahmed Khan : Seyid Ahmed II, Mutarza et Sheykh Ahmed régnèrent ensuite sur la Horde d'or jusqu'à sa disparition en 1502.

## Sources
- René Grousset, L'Empire des steppes, Paris, Payot, 4e édition 1980.  (ISBN 2-228-27251-5) (BNF 34676870)